# Eremochrysa (Eremochrysa) hageni
Eremochrysa (Eremochrysa) hageni is een insect uit de familie van de gaasvliegen (Chrysopidae), die tot de orde netvleugeligen (Neuroptera) behoort. 
Eremochrysa (Eremochrysa) hageni is voor het eerst wetenschappelijk beschreven door Banks in 1903.